# Syrah
Syrah ili shiraz sorta je vina.
U Europi, Argentini, Čileu ili većini SAD-a, ova sortu naziva se Syrah. No, u Australiji, Novom Zelandu, Južnoj Africi ili Kanadi, zove se Shiraz. No, ova je sorta poznata i pod mnogim drugim nazivima u raznim dijelovima svijeta: Antourenein Noir, Balsamina, Cardive, Entournerein, Higninn Noir, Mar sanne Noir, Schiras, Sirac, Sira, Syrac, Serine, Sereine. Syrah ne treba zamijeniti s Petit sirah, što je inače sinonim za Durif.  
U Francuskoj vina ove sorte su: Hermitage, Côte-Rôtie ili Cornas; u Australiji Penfolds Grand. Syrah se sve češće sadi i u Hrvatskoj gdje se od njega dobivaju kvalitetna vina kao što su Syrah i Genos03.  
Dugo vremena Syrah je u većini vinogradarsko-vinarskih zemalja bio zapostavljen kao sorta, no ta se činjenica danas uvelike promijenila. Od 70-tih godina 20. stoljeća Syrah se vraća u vinograde u kojima je obitavao i u prošlosti, no dolazi i u neke nove vinograde. Početkom 21. stoljeća može ga se pronaći na popisima najuzgajivanijih vinskih sorata u zemljama poput Francuske, Australije i Južnoafričke Republike. Upravo se u tim zemljama proizvode neka od najkvalitetnijih i najprepoznatljivijih Syrahovih vina koja mogu stati rame uz rame s najpoznatijim i najcjenjenijim vinima današnjice.

## Povijest

### Podrijetlo
Godine 1999. istraživačka grupa Carole Meredith u Zavodu za vinogradarstvo i enologiju na Sveučilištu u Kaliforniji provela je istraživanje o podrijetlu sorte Syrah. Primjenjujući DNA analizu i baze podataka stanice za istraživanje vinogradarstva u Montpellieru u Francuskoj, zaključeno je da je Syrah potomak sorte Dureza (otac) i Mendeuse Blanche (majka). Dureza je crna sorta grožđa iz francuske pokrajine Ardèche, koju još možemo pronaći u francuskim vinogradima, ali u jako malom broju. Očuvanje upravo ovakvih sorata kao što je Durez, specijalnost je Montpelliera. Mendeuse Blanche je bijela sorta uzgajana u pokrajini Savoji (Savoy) i još ju je moguće pronaći u malom broju u vinogradima te pokrajine. Obje su sorte danas slabo poznate i nikad nisu bile slavne poput Syraha, te nema podataka o njihovom uzgoju izvan domovine. Oba roditelja Syraha dolaze iz malog područja u sjevernoistočnoj Francuskoj, veoma blizu sjeverne Rhône, gdje je Syrah postao poznat i gdje se i danas nalazi većina nasada Syraha. Na temelju ovih spoznaja, istraživači su donijeli zaključak kako Syrah potječe iz područja gdje je i postao slavan - sjeverne Rhône. DNA analiza nije ostavila prostora nedoumicama i brojnim drugim hipotezama koje su postojale vezano uz podrijetlo Syraha.

### Legende
Syrah ima dugu povijest u dolini Rhône u jugoistočnoj Francuskoj, ali do 1999. nije se znalo sa sigurnošću je li tamo autohtona ili alohtona sorta. Naime, postojale su hipoteze koje su se temeljile na imenu ili sinonimima sorte koji su imali sličnost s imenima nekih gradova kao što je Syracuse i iranski grad Širaz. Ako bi se i prihvatilo da je neka od teorija temeljenih na sličnostima u imenima istinita, one ne bi dale odgovor na pitanje koliko je sorta stara, kada je nastala i kada je danas poznati Syrah prvi put zasađen.  
U 77. godini poslije Krista Plinije Stariji je napisao u svojem djelu Naturalis Historia o vinu iz Vienne (danas zvanog Cote-Rotie), gdje je narod Allobroges radio poznato i nagrađivano vino od crne sorte koja nije postojala prije 50 godina u Virgilovo doba. Plinije je nazvao ovu sortu Allobrogica, te se nagađalo da bi to mogao biti današnji Syrah. Međutim, njegov opis vina mogao bi odgovarati i nekoj drogoj sorti kao što je Durez. Plinije je također naveo kako je Allobrogica otporna na hladnoću, što se ne može reći za Syrah. 
Čini se kako su mnoge legende o Syrahovu podrijetlu potekle od jednog od njehovih mnogih sinonima – Širaz. U Iranu postoji grad Širaz gdje se proizvodilo poznato Širazi vino. Neke legende tvrde kako sorta Syrah potječe upravo iz iranskog grada Širaza, te da je donesen u Rhônu, što bi činilo Syrah lokalnim sinonimom u Francuskoj, a Širaz originalnim imenom sorte.  
Postoje i dvije različite verzije mita koje daju objašnjenja o tome kako je sorta navodno došla iz Širaza do Rhône koje se razlikuje 1800 godina u tome kada je došlo do tog prijenosa. U jednoj verziji, stanovnici grčkog grada Phocaeae donijeli su Syrah u svoju koloniju u okolici Marseillesa, koja je osnovana oko 600. godine prije Krista. Sorta je kasnije stigla u Rhônu koju, inače taj narod nikad nije kolonizirao. Ne postoje dokazi koji bi potkrijepili ovu legendu, no kada bi ona bila istinita, to bi značilo da je Syrah kao sorta u potpunosti nestao iz regije Marseilles a da ondje nije ostavio nikakav trag.
Po drugoj verziji osoba koja je donijela sortu iz iranskog grada Širaza u Rhônu bio je križar Gasparol de Sterinberg, koji je navodno sagradio kapelicu u Hermitagi. Čak i prije DNA analize sorte, ova je legenda imala nekoliko slabih točaka. Kao prvo, nije napravljeno nikakvo ampelografsko istraživanje sorte iz Širaza. Kao drugo, zabilježeno je da je vino Širazi bilo bijelo što isključuje crno grožđe kao što je Syrah. Niti jedan opis okusa i karaktera vina ne ukazuje na nikakvu sličnost s vinima iz rhonskog kraja. Kao treće, vrlo je malo vjerojatno da je jedan križar išao toliko istočno kako bi došao do Perzije jer su se križari fokusirali na Svetu zemlju. 
Budući da se ime Shiraz u moderna vremena prvenstveno koristi u Australiji, dok najraniji australski izvori koriste Scyras pretpostavlja se da je ime Shiraz kombinacija imena Syrah i Scyras, te se kao takvo ne može dovoditi u vezu s drevnim iranskim gradom Širazom. 
Postoji još jedna legenda o imenu sorte temeljena na imenu Syrah koja govori da ju je u rhonsko područje donio rimski car Probus iz Sirakuze oko 280. godine. Ni ovu legendu nije moguće potkrijepiti čvrstim ampelografskim dokazima.

## Svojstva sorte

### Fenološka svojstva
Vršci mladica su uspravni, spljošteni, paučinasto bijeli s karmin-crvenkastim rubovima. Mladica je žljebasta, zelena s tamnijim crvenkastim prugama, paučinasta. Cvijet je dvospolan, te pravilan. 
Odrasli list je srednje velik, okrugao, peterodijelan s dubokim sinusima, ponekad pokoji preklopljen, a sinus peteljke otvoren najčešće u obliku lire ili slova „U“. Lice je blistavo zeleno, a naličje svjetlije, rijetko paučinasto sa svjetlijom rebrastom nervaturom, blago crvenkasto nijansiranom. Peteljka lista je duga, tanka, zupci srednji do veliki. 
Zreo grozd je srednje velik, cilindričan, najčešće izdužen, kompaktan, do koljenca odrvenjele izdužene peteljke. Zrele bobice su okrugle do ovalne, srednje velike do male, izrazito tamnoplavo obojene s obilnom peteljkom. Meso je sočno, slatko i užitno. 
Rozgva je rebrasto uglasta, srednje dugih članaka, kestenjastocrvenkastih i tamnije nijansiranih koljenaca. Rast je srednje bujnosti, dobar.

### Još neka važna svojstva
Syrah je sorta koja najbolje rezultate daje na toplim strukturnim tlima, s dobrim kapacitetom za vodu u uvjetima tople klime. 
Oplodnja je redovita. Dozrijeva koncem drugog odnosno ranog trećeg razdoblja. 
Uspješno se uzgaja pri primjeni niskih i povišenih sustava uzgoja uz primjenu kratkog reza. Pri mješovitom rezu daje lošije rezultate glede kakvoće.  
Rodnost je osrednja, solidna. 
Osjetljivost na biljne bolesti je osrednja, a visoka na grinje. Izrazito je osjetljiva sorta na sušu i klorozu. 
Srodnost s podlogama je dobra. Preporučuju se otpornije i bujnije podloge, kao što su R 140, 41 B, 333 EM 
Tipična je vinska sorta koja daje vina osrednje do visoke kakvoće, što ovisi o okolinskim uvjetima. 
Nakuplja 18-25% šećera, s ukupnom kiselošću od 6,0 do 8,0 g/l. Daje snažna, ekstraktivna, obojena vina prikladna i za kupažu.

## Syrah u vinogradima diljem svijeta
Syrah se danas uzgaja u mnogim vinogradarsko-vinarskim zemljama diljem svijeta. Ukupna površina koju zauzima Syrah kao sorta grožđa iznosi oko 776 900 ha. Najviše ga nalazimo u Francuskoj, točnije u sjevernoj dolini Rhône (57% ukupnih svjetskih nasada), zatim u Australiji (oko 33%), te SAD-u, točnije Kaliforniji (oko 6.7%). Ostatak nasada nalazi se u Argentini, Čileu, Španjolskoj, Italiji, Portugalu, a posljednjih godina i u Hrvatskoj.

### Francuska
Syrah se u Francuskoj uzgaja u dolini Rhône i to uglavnom u njenom sjevernom dijelu. Vina koja su proizvedena od Syraha su se s vremenom uvelike promijenila, i to prvenstveno zbog malog pomaka lokacije uzgoja, a promijenili su se i okus i kvaliteta.  
U sjevernim predjelima Rhône od Syraha se stvaraju izuzetna vina kao što su Hermitage i Côte-Rôtie. Syrah je ujedno jedina dozvoljena crvena sorta u sjevernoj dolini Rhône. 
Godine 1968. postojalo je svega 2 700 hektara vinograda Syraha u Francuskoj i to ponajprije u sjevernom dijelu doline Rhone koja u to vrijeme nije uživala pretjeranu pažnju u svijetu vina. Nakon što su vinski notari 1970. godine "otkrili sjevernu dolinu Rhone, površine pod Syrahom počele su se povećavati. Ovaj je trend dobio svoj polet tek 80-ih i 90-ih godina 20. stoljeća, kada je utjecajni američki vinski kritičar Robert M. Parker Jr., počeo proizvođačima dijeliti bodove za vina proizvedena u Rhôni. Za savršeno vino vinari bi dobili 100 bodova. Popularnost australskog Shiraza je također odigrala veliku ulogu pri izvozu francuskog Syraha na tržište. Godine 1988. Francuska je imala 27 000 hektara zemlje prekrivene nasadima Syraha, a 1999. ta se brojka popela do 50 700 hektara. Danas se u Francuskoj pod nasadima Syraha nalazi oko 67 500 hektara, čime je Syrah zauzeo peto mjesto na ljestvici najuzgajanijih sorata u Francuskoj.  
Danas se Syrahova vina proizvedena u sjevernoj dolini Rhone mogu staviti u rang s najboljim vinima iz Bordeauxa i Burgundije. Razvoj i prepoznatljivost neizbježno omogućuju proizvođačima podizanje cijene, no ono najbolje u prošlosti je bilo podcijenjeno. To su vina iste strukture i sposobnosti dozrijevenja kao i clareti na bazi caberneta (zapravo još energičnije građe) i njihovi okusi ne podsjećaju na druga vina u Francuskoj. 
Od drugih vina kontroliranog podrijetla sorte Syrah iz sjeverne Rhone, Hermitage je tradicionalno najveći i najmesnatiji. Iako čvrste konstrukcije, tim vinima ne nedostaje elegancije i otmjenosti, a voćni okus može biti iznenađujuće blaži od norme – više jagode nego borovnice. Chave je dobar proizvođač, dok je Hermitage proizvođača La Chapelle iz Jabouleta, čija loza raste uz cijelu Rhônu, guste teksture i posebno tamne boje. 
Côte-Rôtie je appellation koji je izazvao puno iznenađenja proteklih godina. Tri vrhunska vina Guigala iz samo jednog vinograda: La Mouline, La Landonne i La Turque. Ova su vina halucinogeno koncentrirani izrazi čistog Syraha koji se prodaje po vrtoglavo visokim cijenama. No, postoje i drugi proizvođači kao što su Jamet, Delas i Vidal-Fleury koji uvelike pridonose ugledu ove regije.
St-Joseph proizvodi nešto lakša vina s prodorno zrelim voćem u dobrim godinama, dok je ime s donjeg dijela ljestvice Crozes-Hermitage vrijedan pokušaj uvođenja u okuse Syraha iz Rhône. Postoji i iznimka, a to je Crozes uzgajivača po imenu Graillot, čija su vina zagasito crna i jaka poput nekih Hermitagea. 
I na kraju još jedno ime iz sjeverne Rhône, Cornas – njegov je Syrah lako prepoznatljiv. Ta su vina često prilično oštra bez blagodati mladog voća ili jednostavno mogu imati okus sličniji miješanim vinima iz područja nešto južnije od Châteua-Neuf-du-Pape. To znači da su Colombo, Clape i Voge tri bolja proizvođača koji proizvode nekoliko uzbudljivih Syraha u Cornasu. 
U južnoj Rhône, i dalje prema Languedocu, Syrah se miješa s mnogim drugim crnim sortama grožđa, od kojih je najvažnija Grenache. U tim vinima Syrah ne mora biti pojedinačno prepoznatljiv ako proizvođač nije dodao posebno velik postotak Syraha.  
Dok prethodni dijelovi sjeverne doline Rhône nisu bili u potpunosti iskorišteni za uzgoj Syraha, veću ekpanziju je doživio južni dio Rhône koji je površinski bio puno veći od sjevera. Dok je južni dio proizvodio nekoliko vina čiji je glavni sastojak bio isključivo Syrah, udio Syraha u ostalim vinima u istoj regiji tek je bio u usponu. Languedoc-Roussillon je upotrebljavao Syrah kako bi proizveo vino slično onom u južnom dijelu Rhône s Greanchom i australskim Cabernet Sauvignonom. 

### Australija
Syrah je 1832. godine u Australiju donio James Busby, imigrant koji je sa sobom iz Europe ponio sadnice upravo ove sorte. Od tad pa sve do danas, sortu koju u Europi nazivamo Syrah, u Australiji nazivaju Shiraz (engl. Shiraz). Danas je Shiraz najpopularnije crno grožđe u Australiji, no nije oduvijek nosio taj epitet. Godine 1970. bijela su vina bila toliko popularna da su uzgajivači čupali iz zemlje crne sorte kao što su bili Shiraz i Grenache, kako bi zasadili neku od brojnih bijelih sorata.  Posljednjih dvadesetak godina australski Shiraz značajno utječe na proizvodnju vina svjetske klase. 
Shiraz je najčešće sorta koja se najviše sadi u Australiji koja ujedno ima drugi po veličini nasad Shiraza u svijetu poslije Francuske. U sezoni 2005-2006., Australija je imala 41 115 hektara vinograda zasađenih Shirazom od kojih je 39 087 hektara bilo dovoljno staro da bi dalo kvalitetan urod. Ti su trsovi nosili 422 430 tona grožđa. 
U svom svakodnevnom izdanju Shiraz je prilično jeftina vrsta vina s prenaglašenim okusom hrasta tako da karamelasta slatkoća koja ostaje u ustima može brzo dosaditi. No, postoje proizvođači koji o Shirazu stvaraju ljepšu sliku. 
U toplijim krajevima zemlje, kao što su doline Hunter i Barossa, upravo je Shiraz najgušće, najraskošnije vino voćnog okusa od svih australskih crnih vina. Charles Melton i St. Hellet Old Block Shiraz (tako nazvan jer je napravljen od grožđa s osobito cijenjenih parcela) znakoviti su predstavnici stila Barossa. Rothbury nudi krtiju, no još uvijek prilično jaku varijantu Hunter Valley. Općenito govoreći, u južnoj regiji Australije proizvode se jaka vina s 13.5 do 16% alkohola.
U toplijem sjeveroistočnom kutku Victorije, Goulburn Valley je postojbina osobito koncentriranog Shiraza, ponajprije iz Chateau Tahbilka. 
Crvena zemlja u Coonawarri je odličan rasadnik za Shiraz kao i za Cabernet Sauvignon. Na tom području uspješno i u velikim količinama Penfold uzgaja svoje crne sorte. Njegov Grange jedan je od najveličanstvenijih australskih Shiraza. Ovo je vino 1951. godine prvi put proizveo Max Schubert, te ujedno dokazao da je okus bolji što je grožđe starije.   
Ova je zemlja pogodna i za blaga aromatična vina na bazi Shiraza, te za Wynnsove pristupačne proizvode voćnog okusa koji ne upotrebljava sivi hrast.  Zajendo s Penfoldovim Grangeom, jednim od najveličanstvenijih australskih Shiraza, ide i vinarija Hill of Grace u Barossi. Ovdje posađeni trsovi stari su više od stotinu godina i od njih se dobiva mala količina izvrsnog sočnog, rezonantnog i kompleksnog vina koje traje godinama. 
Hladnije regije Zapadne Australije, npr. regija Margaret River, proizvode Shiraz s mariginalno malo alkohola u sebi, slično kao francuska vina.  
Nedavno su Shirazovi proizvođači počeli dodavati 4% Viognera kako bi dodali note marelice. Kako je dodan samo mali postotak nove note butelja vina nije se morala etiketirati drugim imenom. No danas, odnosno u posljednjih pet godina postalo je moderno da se vina kojima je dodana aroma marelica etiketiraju kao Viogner vina.

### Južnoafrička Republika
Kao i u Australiji, i u Južnoj Africi je bilo potrebno dosta vremena kako bi se uzgajivači uvjerili da je Syrah, odnosno Shiraz, sorta grožđa koju treba shvatiti ozbiljno. Tako su proizvođači u Capeu (najvažnijoj vinogradarsko-vinarskoj regiji u JAR-u), nadahnuti uspjehom postignutim u drugim krajevima, počeli podizati impresivne vinograde Syraha. Tako je Syrah danas jedna od najzastupljenijih sorata u Južnoj Africi. Syrah se kao sorta kojoj odgovaraju sparni klimatski uvjeti kakvi vladaju u većini južnoafričkih regija, ubrzo uspješno prilagodio i dao zadovoljavajuće rezultate. 
Hartenberg u Stellenboschu i Fairview u Paarlu samo su dva uspješnija proizvođača Syraha.

### Sjedinjene Američke Države
Ako je vjerovati povijesnim navodima Charlesa Sullivana, prvi čokoti Syraha na područje Kalifornije doneseni su 80-tih godina 19. stoljeća. No, era Syraha kakvog danas poznajemo u Kaliforniji započela je gotovo cijelo stoljeće kasnije, točnije, sredinom 70-tih godina 20. stoljeća. Tada se njegovim uzgojem počela baviti grupa vinogradara koji su se nazvali “Rhônskim rendžerima”.  Godine 1985. u Kaliforniji je bilo oko 400 ha nasada Syraha, 1997. oko 8 000 ha, a tri godine kasnije ta je površina iznosila oko 28 800 ha. Danas se pod Syrahom nalazi oko 52 060 ha. 
Većina čokota Syraha u Sjedinjenim Američkim Državama danas,  zasađena je u Kaliforniji. No, velik broj trsova ove sorte nalazi se i u saveznoj državi Washington kamo je uveden 1985. godine od strane Woodinville, Washington Columbia Winery. Iako je posljednjih godina sve poznatiji, Syrah se nije ustalio kao osobito važna sorta. Naime, zbog drugačijeg terroira u odnosu na sjevernu Rhônu, Syrah je u Kaliforniji promijenio svoju strukturnu komponentu. Tako se u dosadašnjim pokušajima uspjelo stvoriti vino francuske razine kiselosti i pamtljivo aromatičnog voćnog okusa. No, nije postignut onaj stupanj ekstrakta kao kod najuspješnijih Hermitagea i Côte-Rôtiea. Dvije su vinarije u tome do sada uspjele: Qepé u Santa Barbari i Joseph Phelps u Napa Valley. 
Važno je napomenuti i kako se u toplim krajevima, ako što je Napa, vino miješa s ostalim rhônskim brandovima. Nasuprot tome, brdovita područja pokušavaju proizvesti vina koja bi mogla ovisiti o samima sebi, što bi značilo da se ne bi miješala s drugim sortama.

### Argentina
Argentina je jedna od vodećih vinogradarsko-vinarskih zemalja svijeta. Vinova se loza uzgaja u mnogim njenim regijama u kojima vladaju gotovo idealni uvjeti za njezin uzgoj. Pustinjska klima koja onemogućuje razvoj bolesti, obilje vode koja dolazi s Anda, te kombinacija vrućih i sunčanih dana s hladnim noćima pravi su raj za mnoge sorte koje ovdje ostvaruju sav svoj potencijal. Najveća vinogradarsko-vinarska regija je Srednja zapadna regija u kojoj se nalazi oko 75% ukupne površine argentinskih vinograda. U ovoj regiji kao vrlo zastupljenu sortu, pored Malbeca, Cabernet Sauvignona i Chardonnaya, možemo naći i Syrah.  
Kao i u mnogim drugim zemljama, i u Argentini je bilo potrebno vrijeme kako bi se shvatila prava vrijednost i potencijal Syraha. Tako je površina vinograda na kojoj je bio zasađen Syrah 1990.godine iznosila oko 1000 hektara. Petnaest godina kasnije ta se površina povećala na oko 2 500 hektara. 
Syrah se u Argentini često miješa s drugom crnom sortom, Malbec kako bi se dobilo vino po uzoru na australski Cabernet-Shiraz.

### Čile
Kao i u mnogim drugim zemljama, tako i u Čileu, površine vinograda zasađenih Syrahom se povećavaju. Godine 2005. Syrahom je bilo zasađeno oko 2 500 hektara vinograda.

### Hrvatska
Syrah je crna vinska sorta koja je na naše prostore inrtoducirana 1971. godine iz Francuske, u prvom redu zbog dobre rodnosti, ali i zbog kvalitete vina koja se dobiju preradom njenog grožđa (jaka obojenost, ugodna aroma, visok sadržaj ekstrakta), zbog čega se upotrebljava za sljubljivanje s vinima kojima ova svojstva nedostaju. Najviše se uzgaja u zadarskom vinogorju i na lokaciji Nadin, gdje ga je uz Grenache, Carignan, Ugni blanc, Cincaulet i neke druge sorte po prvi puta uveo dr. Nevenko Fazinić zajedno sa suradnicima. Otuda se polako, ali sigurno širi i po ostalim vinogorjima. Osim u Primorskoj regiji, uzgaja se i na kontinentu, no ondje ne zauzima značajne površine kao ni bitnu ulogu u proizvodnji vina.  
Syrah se nalazi na listi preporučenih sorata za regije: Slavonija, Istra, Hrvatsko primorje, Sjeverna Dalmacija i Zagora. 
Godine 2005. na području Korlata nedaleko Benkovca podignut je vinograd površine oko 100 hektara. Na toj je površini zasađeno 539.000 trsova loze, najviše Syraha, potom Cabernet Sauvignona i Merlota. Ovo je ujedno najveći vinograd na području Hrvatske sa Syrahom kao vodećom sortom. Tvrta Badel 1862 koja je podignula ovaj impresivni vinograd na području kojim su vladali kamen i neprohodna makija uz dodatak nadmorske visine od 300 m, planira daljnje proširenje koje bi obuhvaćalo dodatnih 200 hektara. Vina iz ovog vinograda ponajprije su namijenjena hrvatskom tržištu na koje vina navedenih triju sorti dospijevaju pretežno iz uvoza.

## Vina

### Syrah ili Shiraz na etiketama vina
Syrahova vina podrijetlom iz Francuske najčešće se nazivaju prema regijama iz kojih potječu, te na etiketi nose oznaku AOC (kratica od Appellation d'Origine Contrôlée) kao dokaz o kontroliranom podrijetlu koje jamči kvalitetu proizvodnje i samog vina. AOC oznake smiju nositi samo vina Côte-Rôtie, Cornas i Hermitage. Ime Shiraz u pravilu rabe proizvođači u Australiji, dok će se naziv Syrah naći na europskim vinima koja se proizvode od ove sorte. Uz samo ime vina vežu se i njihove mirisne i okusne karakteristike. Tako je primjerice “Syrah” sinonim za klasična vina sjeverne doline Rhône, s okusom tanina, elegantna, s velikom količinom voćnih nota. Dok je “Shiraz” u drugu ruku, tipičan za australsku proizvodnju; sadrži više voćne note, veći postotak alkohola, manje očitog tanina u okusu, vrlo je ukusno i dok je još mlado vino, te iznimno slatko. No naravno, ovo nisu pisana pravila za razlikovanje ovih vina.

### Okus i miris
Vina proizvedena od Syraha obično su vrlo aromatizirana s izraženom punoćom okusa. Raznolikost mirisnih nota i okusa ovisi o podneblju u kojim se Syrah uzgajao, kao i o tehnikama koje je vinogradar primjenjivao prilikom uzgoja. Aroma Syraha može uključivati bilo koje grimizno voće: borovnice, crni ribiz, višnje, damaške šljive, šljive. Aroma svježe mljevenog papra posebno je karakteristična za Syrah u sjevernoj Rhôni. Ovisno o aromi često varira i boja vina, obično od iznimno tamnog do crvenog vina. Egzotični okusi mogu uključivati sladić, đumbir, tamnu čokoladu, često i cvjetni prizvuk poput ljubičica. Dominantni okus metvice karakterističan je za dijelove južne Australije. S vremenom se te arome postupno lagano izgube, zapravo nadopune se vrijeskom kao tercijarnonom notom. Sekundarni miris i aroma povezani su s još nekoliko asocijacija čija aroma ima terroir vina. Zrela vina mogu preuzeti nešto nalik okusu divljači starog Pinot noira.  
Syrah se može upotrijebiti i za proizvodnju jedne vrste slatkog, džemastog vina s okusom hrasta koje može uvjerene pilce bijelih vina primamiti da ponekad popiju crno vino. 
Syrahova temperatura posluživanja je 18 oC. To je ujedno i preporučena temperatura pri konzumiranju ili serviranju ovih vina jer tada u potpunosti do izražaja dolaze njihova aroma i okus. 
Vina dobivena od Syraha najbilje odgovaraju uz jela s roštilja, bifteke, divljač, suhomesnate proizvode (npr. kobasice od divljači), plavu ribu, mekane sireve...

### Hermitage
Hermitage je francusko vino kontroliranog podrijetla (Appellation d'Origine Contrôlée = AOC) iz poznete vinske regije sjeverna Rhôna. Pod ovim se nazivom najčešće krije crno vino proizvedeno od vinske sorte Syrah. Hermitage može biti i bijelo vino dobiveno od sorata Roussane i Marsanne, no ono je mnogo manje zastupljeno od crnog. 
Prema legendi, vraćajući se ranjen kući iz križarskog rata 1224, vitez Gaspard de Stérimberg dobio je dozvolu francuske kraljice da izgradi utočište u kojem će se oporaviti i kasnije živjeti kao pustinjak. Na vrhu brijega Hermitage i danas stoji kapela posvećena Sv. Chritopheru. Louis XIII zaljubio se u ovo vino nakon što su ga njime ponudili tijekom njegovog posjeta ovoj regiji 1642.  Louis XIV darovao je engleskom kralju Charlesu II oko 200 sanduka s najfinijim francuskim vinima među kojima su se nalazila i vina iz pokrajina Hermitage, Champagne i Burgundy. U 19. su se stoljeću vina iz Bordeauxa često miješala s vinima iz pokrajine Hermitage ili jednostavnije samo hermitagéom. Tako su podizali kvalitetu svojih vina i postizali više cijene. Status AOC ovo je vino dobilo je 1937. 
Da bi vino moglo nositi naziv hermitagé, grožđe od kojeg se dobije mora biti uzgojeno u okolici grada Tain l'Hermitage. Vinogradi se nalaze na jugozapadnoj strani brežuljka obasjanog popodnevnim suncem i podijenjeni su u brojne manje vinograde. Na zapadu se nalazi Les Bessards, na vrhu brežuljka L'Hermite i "La Chapell, na istoku Bessards, Le Méal, Les Greffieux i Murets. Ukupna površina vinograda iznosi oko 1 380 ha, a godišnje se proizvede oko 730 000 boca, uglavnom crnog vina. 
Hermitage se primarno proizvodi od Syraha. Uglavnom se rabi isključivo Syrah, ali appellation dopuštai dodavanje i do 15% bijelih sorti Marsanne i Roussanne. Hermitage dobiven od Syraha naginje ka okusu zemlje s aromom kože, borovnice, zemlje i kakaa ili kave.  Zbog velike količine tanina pogodan je za dugo čuvanje, duže nego što je to slučaj kod američkog ili australskog Syraha. Često ga se čuva i do 40 godina.

### Cornas
Cornas je francusko vino kontroliranog podrijetla iz područja sjeverne Rhône i to njezinog dijela koji se nalazi južno od Lyona. To je jedan od najmanjih appellationa u dolini Rhône i proizvodi jedino Syrahova crna vina. 
Ime Cornas je keltskog podrijetla, a u prijevodu znači «goruća zemlja». Prvi pisani izvori koji spominju vino u ovoj regiji datiraju iz 885. godine. Louis XV i kardinal Richelieu bili su poklonici ovog vina. Cornas je postao službeni appellation 1938. godine, iako je u stvarnosti to postao tek 1950. kada su prvi lokalni proizvođači počeli s proizvodnjom i boteljiranjem ovog vina.
Regija Cornas, kao i ostatak sjeverne Rhône ima kontinentalnu klimu. No, za razliku od nekih drugih appellationan sjeverne Rhône, Cornas je većinom zaštićen od hladnog vjetra le mistral koji može puhati sve do proljeća. Vinogradi su smješteni sjeverno od Valence na relativno malom području strmih padina koje su okrenute na istok, jugoistok, jug. Vinogradi se nalaze između 100 i 400 m nadmorske visine. U sjevernom dijelu, posebno u blizini Les Chaillot, tlo sadrži kredu, ali je uglavnom pjeskovito i kamenito karakteristične crveno-smeđe boje. 
Kao u većini regija sjeverne Rhône, tako se i u Cornasu uglavnom proizvode crna vina od sorte Syrah. No, postoji i jedna razlika između između Cornasa i ostalih regija sjeverne Rhône. U Cornasu se proizvode isključivo crna vina za koja se upotrebljava isključivo Syrah. Ako vinar želi da njegovo vino nosi oznaku AOC u regiji Cornas, ono mora biti proizvedeno od 100% Syraha. Vinogradarima je dopušteno uzgajanje drugih sorata, ali vina proizvedena od njih ne mogu nositi ime Cornas AOC i kao takva postižu nižu cijenu.
Nekolicina proizvođača još uvijek primjenjuje tradicionalnu metodu koja zahtijeva da vino sazrijeva u bačvama i bocama 6 do 7 godina prije nego dođe na tržište. Zbog ovako zahtjevnog i dugotrajnog procesa dobivanja vina u regiji Cornas, ona postižu veću cijenu nego što je to slučaj u susjednim pokrajinama Côte-Rôtie i Hermitage. 
Kao i kod većine Syrahovih vina, tako i kod Cornasa nailazimo na određenu “paprenost” koja može varirati u intenzitetu od blage naznake ljutog okusa u stražnjem dijelu grla do vjernog i neizbježnog mirisa svježe mljevenog crnog papra, kao da ga je vinar prije flaširanja malo popaprio.

### Côte-Rôtie
Côte-Rôtie je francusko vino kontroliranog podrijetla iz područja sjeverne Rhône. Vinogradi su smješteni u okolici grada Ampuis južno od Vienne. Vinogradi su jedinstveni zbog njihovog nagiba i suhozida. Côte-Rôtie u prijevodu može značiti «užarena padina» ili «goruća obala». To se odnosi na velik broj sunčanih sati koji obasjavaju ovu padinu.  Tu se proizvode crna vina načinjena od Syraha s dodatkom do 20% Viogniera, bijele sorte koja se dodaje zbog arome. Prema pravilima appellationa, Syrah i Viognier fermentaciju moraju proći istovremeno - proces poznat pod imenom kofermentacija. Vina Côte-Rôtie izlažu nas gotovo paradoksalnoj kombinaciji arome mesa (uključujući i slaninu) i cvjetne arome. Čak i Côte-Rôtie načinjen od 100% Syraha može mirisati na cvijeće. 
Najraniji zapisi o vinogradarstvu u ovoj regiji datiraju iz 2.st. prije Krista, kada su Rimljani naišli na plemena Allobroges čiji je teritorij obuhvaćao prostor oko Vienne. Iako vinogradarstvo i vinarstvo imaju dugu povijest u ovoj regiji, Côte-Rôtie nije dobio zasluženo priznanje sve do 18.st. kada je Perisian počeo otkrivati vina Beaujolaisa i Rhône. Otprilike u isto vrijeme, Britanci otkrivaju vina iz trgovačkih zapisa Johna Herveya, grofa od Bristola. Ti su zapisi ujedno i najstariji engleski dokumenti u kojima se spominje vino Côte-Rôtie. Iz tih zapisa doznajemo i kako se Côte-Rôtie vino nije prevozilo u bačvama ili vinskim bocama, već u posudama nalik na amfore zapremnine 76 litara. 
Côte-Rôtie ima kontinentalnu klimu koja se uvelike razlikuje od mediteranske klime južne Rhône. Zime su vlažne, s karakterističnim hladnim vjetrom le mistral koji može potrajati do kasnog proljeća. Tijekom kasnog proljeća i rane jeseni, nad vinograde može «leći» magla i tako otežati oplodnju i zriobu grožđa.  
Syrah i Viognier su dvije glavne sorte Côte-Rôtiea. Iako su mnoga vina u regiji napravljena od 100% Syraha, dopušteno je u njih dodati do 20% Viogniera. Većina vina sadrži u sebi 5% Viogniera.  
Prema legendi,  Côte-Rôtie ima dvije podregije Côte Blonde i Côte Brune, nazvane po plavoj i smeđoj kosi dviju kćeri lokalnog lorda, koje su osim različite boje kose imale i potpuno različite osobnosti. Slično kao lordove kćeri, i vina iz ovih dviju podregija imaju različite osobnosti. Vina iz Côte Blonde su često balansiranija, elegantnija i pogodnija za ranije konzumiranje. Vina iz Côte Brune imaju više tanina, puniju boju, te kao takva moraju duže odstajati u boci prije konzumacije. Tradicionalno, većina vina iz Côte-Rôtie su mješavina vina obiju podregija, te sadrže kvalitete obaju vina. Neki od najprestižnijih vinograda regije Côte-Rôtie su La Chatillone, La Chevalière, La Garde, La Landonne, La Mouline, La Turque. Vina su uglavnom spremna za konzumiranje nakon 5 do 6 godina, iako izuzetnim primjercima može biti potrebno i 10 do 15 godina za dozrijevanje. Neka vina imaju potencijal starenja i do 20 godina. Zanimljiv je podatak kao je upravo ova regija među prvima počela upotrebljavati hrastove bačve za starenje vina.  
Najprepoznatljivija osobina svih vina iz Côte-Rôtie je aroma. Mirisne note ovih vina često uključuju zelene masline, ribiz i ljubičice, pa čak i slanine. Ostali okusi koje povezujemo s vinima Côte-Rôtie su bijeli papar, borovnice, šljive i koža. Vinogradi ove regije su u prosjeku stari 40 godina, dok su neki stari i 100 godina. U takvim se vinogradima dobivaju mali urodi velike koncentracije šećera.Većina vinograda u kojima se uzgaja loza koja će dati grožde za vina Côte-Rôtie se nalazi na padinama od oko 60o. 

### Châteauneuf-du-Pape
Châteauneuf-du-Pape postoji kao crno i kao bijelo vino, iako su u većini crna vina. Rosé vina ne smiju se nazivati Châteauneuf-du-Pape. Ova vina spremaju se u izrazito tamne boce. 
Kod proizvodnje Châteauneuf-du-Pape vina postoji pravilo da se mješa 13 različitih sorata grožđa. Dvije sorte grožđa, Grenache i Picpoul mogu se upotrebljavati i u svojim tamnim i svjetlijim verzijama. Dopuštene crne sorte su: Grenache Noir, Syrah, Mourvèdre, Picpoul Noir, Terret Noir, Counoise, Muscardin, Vaccarèse i Cinsaut. Od bijelih su sorata dopušteni: Grenache Blanc, Picpoul Blanc, Picardan, Clairette, Roussanne and Bourboulenc. 
Sa 72 % površine vinograda u 2004. Grenache noir je bio dominantna sorta na tom području. Pratili su ga Syrah s 10,5%  i Mourvèdre sa 7%, površine vinograda. Ove su se dvije sorte razvile tek u posljednjem desetljeću. 
Kod mnogih crvenih vina Châteauneuf-du-Pape, Grenache noir je najčešća mješavina, iako neki proizvođači rabe veću količinu Mourvèdre. Grenache proizvodi slatka voćna vina koja sadrže gotovo pekmezast okus kada odstoje. Syrah se mješa kada želimo dodati boju i začin, odnosno okus vinu, dok Mourvèdre može pridonijeti samo eleganciji i strukturi vina. 
Châteauneuf-du-Pape crvena vina obično su opisivana kao zemaljska vina sa škrtim okusom koja imaju okus katrana ili kože. Mlada su vina bogata aromom tanina, dok u kasnijoj dobi dominiraju svojom bogatom strukturom i okusom. Ova vina pretežno sadrže okus suhih žitarica što je karakteristično za vina Provence pod nazivom garrigue, a sadrže okus crvenog voća kao što je na primjer malina. 

### Penfolds Grange
Penfolds Grange (od 1989 Penfolds Grange Hermitage) je australsko vino načinjeno od Syraha/Shiraz i malog udijela Cabenet Sauvignona. Ovo se vino smatra najboljim australskim vinom koje mnogi kolekcionari imaju u svojim zabirkama. Termin Hermitage, inače ime francuskog vina kontroliranog podrijetla, se u Australiji rabio kao sinonim za Syrah, odnosno Shiraz. Godine 1953.  napravljene su dvije verzije Penfolds Grangea. Jedna je imala 87% Syraha i 13% Cabernet Sauvignona, dok je druga imala 90% Syraha i 10% Cabernet Sauvignona.  
Prvi Penfolds Grange napravio je na eksperimentalnoj bazi vinar Max Schubert 1951. godine, inače tadašnji zaposlenik Penfolds vinarije. Od tada do danas Penfolds Grange se razvio u vrhunsko vino koje je potvrdu svoje kvalitete dobilo i na brojnim natjecanjima vinara.  
Za razliku od većine skupih kultnih vina Starog svijeta koja se proizvode u jednom vinogradu ili maloj parceli, Grange se proizvodi od grožđa koje se uzgaja na širokom području. To znači da će se precizan sastav vina mijenjati iz godine u godinu, što zahtjeva veću stručnost i umijeće vinara kako bi se svake godine proizvelo ujednačeno vino jednake kvalitete, nego što je to slučaj kod vinara koji svake godine uzgajaju istu sortu na istoj parceli. Količina proizvedenog Penfolds Grangea varira iz godine u godinu, a podatak o količini strogo je čuvana tajna. Unatoč velikim oscilacijama u okusu i aromi vina izazvanoj različitim uvjetima uzgoja na pojedinim parcelama, mnogi vjeruju kako postoji prepoznatljiv i stabilan Penfolds Grange stil.  
Kao australska ikona, Grange predstavlja beskompromisnu tradiciju vinarstava. Grange je izbjegao moderne trendove u vinarstvu, ostajući tako vjeran svojim korijenima koji sežu još u doba Maxa Schuberta, tvorca ovog vina.  
Penfolds Grange je vino izvanrednih dimenzija i snage. Bogate teksture, intenzivno koncentrirano i začinjeno voćnom slatkoćim, ova vina, neovisno o godini, moraju proći srednje do dugo vrijeme odležavanja. Nakon procesa odležavanja dobiju se izrazito kompleksna, opčinjavajuća vina koja zavode sva naša osjetila. 
Penfolds Grange je standard kvalitete po kojem se mjere sva ostala australska crna vina.

### Genos 03
Syrah kontinentalne hrvatske odiše novim i drugačijim doživljajima. Nikako ne odstupa od karakteristika svoje sorte. Rubinsko crvene, pune boje koja je vrlo iskrena. Lijepo se pruža po tijelu čaše čime pokazuje svoju punoću i snagu. Dugotrajnih i izraženih aroma. Voćno i bogato kupinom, crnim grožđicama i šljivom. Fine kakvoće. Kada osjetimo njegovu živost postaje toplo, uravnoteženo i trajno. Zrelo za konzumiranje pogotovo uz mesne delicije novogodišnjeg stola.